# Kirsten Imrie
Kirsten Fiona Imrie (nacida el 26 de octubre de 1967 en el Hospital de St Mary Abbots, Kensington, Londres) es una antigua chica de la página tres, modelo de glamour, y presentadora de televisión.

## Carrera
Nacida en el oeste de Londres, Imrie se crio en Musselburgh, East Lothian, Escocia desde los tres años. Después de dejar la escuela a los 16 años, trabajó en varios trabajos de cuello azul en el área de Edimburgo. A los 18, se casó con un hombre de la localidad de Haddington, East Lothian, pero el matrimonio se disolvió pronto.
Imrie entonces se mudó a Londres y comenzó su carrera como modelo de glamour. Comenzó apareciendo como una chica de Page 3 en The Sun en noviembre de 1988, poco después de su 21 cumpleaños, y continuó apareciendo regularmente en Page Three hasta agosto de 1993. También posó desnuda para un gran número de revistas para hombres, incluyendo la versión estadounidense de Penthouse, en la cual apareció en la portada y como Penthouse Pet para diciembre de 1989 (trabajando como modelo bajo el seudónimo de Kirsten Stewart). Continuó posando para fotografías de glamour cuando tenía treinta y muchos, apareciendo en la edición de abril de 2007 de la revista Mayfair a los 39 años.
Imrie también trabajó como presentadora de televisión. En 1995, apareció en el canal de televisión para adultos recientemente estrenado Television X. En 1996, L!VE TV reclutó a Imrie como presentadora de deportes en televisión. Reemplazó a otra antigua chica de Page 3, Gail McKenna, quien se había ido a Channel 5.

## Controversia y luchas personales
A finales de los años 80 y principios de los 90, los tabloides británicos incluían regularmente historias sobre el estilo de vida de Imrie de la alta sociedad, sus supuestos abusos con el alcohol y la cocaína, sus relaciones con los famosos e incluso sus supuestos affairs lésbicos con otras modelos de glamour.
A mediados de los años 90, Imrie comenzó a pasar apuros con las deudas. El 27 de septiembre de 1994, cuando fue a juicio en Londres por haber sido acusada de conducir ebria, su abogado dijo al Tribunal que ella ya no realizaba trabajos regulares como modelo, que se estaba ahogando bajo una "montaña de deudas," que estaba viviendo del seguro de desempleo, y que estaba "casi en la pobreza".
En noviembre de 2000, la prensa amarilla reportó que Imrie no tenía dinero y que estaba durmiendo a la intemperie en Clapham Common, después de haber vendido su casa para pagar sus deudas. Los tabloides más tarde afirmaron que las donaciones de los lectores habían permitido que Imrie se alquilase un apartamento en el sur de Londres, retomar su carrera como modelo, y dar un giro a su vida.
En 2003, Imrie habló sobre su falta de vivienda y sus problemas de adicción en el documental de la televisión de Reino Unido The Curse of Page 3.